# Miliza Wassiljewna Netschkina
Miliza Wassiljewna Netschkina (russisch Милица Васильевна Нечкина; * 12. Februarjul. / 25. Februar 1901greg. in Nischyn; † 16. Mai 1985 in Moskau) war eine sowjetische Historikerin und Hochschullehrerin.

## Leben
Netschkina, Tochter eines Ingenieurs, besuchte das Gymnasium in Rostow am Don und in Kasan mit Abschluss 1917 mit Goldmedaille. Sie zeichnete sich in Mathematik aus und beherrschte die französische Sprache. Nach der Oktoberrevolution und bestandener Zulassungsprüfung am Jungengymnasium studierte sie an der Universität Kasan in der Abteilung für Geschichtswissenschaft der Historisch-Philologischen Fakultät. Neben Geschichte studierte sie Literatur, Politische Ökonomie und Psychologie. Auch füllte sie Hefte mit ihren Gedichten, die im Archiv der Russischen Akademie der Wissenschaften (RAN) aufbewahrt werden. Nach dem Studienabschluss 1921 blieb sie an der Universität, um sich auf eine Professur für Russische Geschichte vorzubereiten. Sie lehrte am Kasaner Institut für Kunst und Technik, am Kasaner Pädagogik-Institut und an der Universität Kasan Geschichte, Literaturgeschichte, Kunstsoziologie, Historischen Materialismus und Politökonomie.
1924 ging Netschkina nach Moskau. Als Gasthörerin studierte sie am Institut der Roten Professur bei dem Historiker, Marxisten und Vize-Volkskommissar für Bildung der RSFSR Michail Nikolajewitsch Pokrowski. Sie lehrte an der RabFak der Universität Moskau (MGU), an der Kommunistischen Universität der Werktätigen des Ostens und später an der Moskauer Akademie für Gesellschaftswissenschaften.
Lange arbeitete Netschkina mit dem Verlag der Sowjetischen Enzyklopädie zusammen. Sie war Redakteurin des Abschnitts Russische Geschichte für die Kleine Sowjetische Enzyklopädie, die 1928–1931 erarbeitet wurde, und Redakteurin und Beraterin für den Abschnitt Geschichte der UdSSR der Großen Sowjetischen Enzyklopädie.
Ab 1929 war Netschkina wissenschaftliche Mitarbeiterin des Instituts für Geschichte der Akademie der Wissenschaften der UdSSR (AN-SSSR, seit 1991 RAN). Daneben lehrte Netschkina ab 1934 an der MGU als Professorin des Lehrstuhls für Geschichte der Völker der UdSSR. Sie verfasste viele Lehrbücher für Geschichte für Mittel- und höhere Schulen. Sie war verantwortliche Redakteurin der Bände II–V der Aufsätze für Geschichte der Geschichtswissenschaft in der UdSSR.
Netschkinas Forschungsschwerpunkt war die Geschichte der Dekabristen und der revolutionären Bewegungen in Russland im 19. Jahrhundert. Als Erforscherin des Lebens und Werks Alexander Sergejewitsch Gribojedows beeinflusste sie die Entwicklung der sowjetischen Wissenschaft bezüglich Gribojedows Komödie Verstand schafft Leiden. Mit ihrer Dissertation über Gribojedow und die Dekabristen wurde sie 1936 zur Doktorin der Historischen Wissenschaften promoviert.
Während des Deutsch-Sowjetischen Kriegs war Netschkina evakuiert und lehrte an der Zentralasiatischen Universität in Taschkent (1941–1943). Sie hielt patriotische Vorträge auch an der Front.
Nach dem Krieg lehrte Netschkina wieder an der MGU. Daneben leitete sie den Lehrstuhl für Geschichte der UdSSR der Akademie für Gesellschaftswissenschaften beim Zentralkomitee der KPdSU. 1947 wurde sie zum Vollmitglied der Akademie der Pädagogischen Wissenschaften der RSFSR gewählt. Nach dem Tode Stalins erhielt sie im Zuge der Entstalinisierung den Auftrag, aus den Lehrbüchern zur Geschichte der UdSSR alle Anmerkungen mit Verweisen auf Stalins Worte und Arbeiten zu entfernen.
Schüler Netschkinas waren Margarita Georgijewna Wandalkowskaja, Sergei Sergejewitsch Dmitrijew, Boris Michailowitsch Kloss, Olga Iwanowna Mitjajewa und Jewgenija Lwowna Rudnizkaja.
1953 wurde Netschkina zum Korrespondierenden Mitglied und 1958 zum Vollmitglied der AN-SSSR gewählt. 1968 wurde sie zum Vollmitglied der Akademie der Pädagogischen Wissenschaften der UdSSR gewählt.
Netschkina bereitete mehr als 500 ihrer Gedichte für den Druck vor, verzichtete aber auf die Veröffentlichung.
Netschkina war seit 1925 verheiratet mit dem Chemiker Dawid Arkadjewitsch Epstein (1898–1985).
Netschkina wurde auf dem Nowodewitschi-Friedhof neben ihrem Mann begraben.

## Ehrungen, Preise
- Preis des Rats der Volkskommissare der Sowjetunion (1938)
- Orden des Roten Banners der Arbeit (1945)[4]
- Medaille „Für heldenmütige Arbeit im Großen Vaterländischen Krieg 1941–1945“ (1946)[4]
- Stalinpreis II. Klasse für Literatur (1948) für das Buch über Gribojedow und die Dekabristen (1947)[4]
- Leninorden (1953, 1971, 1981)[4]
- Orden der Völkerfreundschaft (1975)[4]